# Managua
Managua, ufficialmente Leal Villa de Santiago de Managua (Leale Città di Santiago di Managua), è la capitale del Nicaragua e capoluogo dell'omonimo dipartimento. È situata sulla sponda meridionale del lago Managua. 
Venne danneggiata da un'inondazione nel 1876 e da una serie di terremoti (1885, 1931, 1972) dopo l'ultimo dei quali è stata parzialmente ricostruita.
Sorge sul sito di un'antica città precolombiana; fu elevata al rango di città solo nel 1846 e venne scelta come capitale nel 1855 solo come compromesso per mettere fine alla rivalità fra León e Granada.

## Clima
| Managua             | Mesi | Mesi | Mesi | Mesi | Mesi | Mesi | Mesi | Mesi | Mesi | Mesi | Mesi | Mesi | Stagioni | Stagioni | Stagioni | Stagioni | Anno  |
| Managua             | Gen  | Feb  | Mar  | Apr  | Mag  | Giu  | Lug  | Ago  | Set  | Ott  | Nov  | Dic  | Inv      | Pri      | Est      | Aut      | Anno  |
| ------------------- | ---- | ---- | ---- | ---- | ---- | ---- | ---- | ---- | ---- | ---- | ---- | ---- | -------- | -------- | -------- | -------- | ----- |
| T. max. media (°C)  | 31,9 | 33,2 | 34,5 | 35,1 | 34,4 | 31,7 | 31,6 | 32,0 | 31,6 | 31,2 | 31,5 | 31,7 | 32,3     | 34,7     | 31,8     | 31,4     | 32,5  |
| T. min. media (°C)  | 21,1 | 21,5 | 22,5 | 23,3 | 23,7 | 23,2 | 23,2 | 22,9 | 22,5 | 22,4 | 21,6 | 20,8 | 21,1     | 23,2     | 23,1     | 22,2     | 22,4  |
| Precipitazioni (mm) | 3    | 1    | 2    | 7    | 134  | 201  | 119  | 124  | 224  | 277  | 43   | 8    | 12       | 143      | 444      | 544      | 1 143 |

## Cultura

### Università
- UNAN, Università Nazionale Autonoma del Nicaragua.
- UNI, Università Nazionale di Ingegneria.
- UCA, Università Centroamericana.
- UNA, Università Nazionale Agraria.
- UNICA, Università Cattolica Redemptoris Mater.
- AC, American College.
- UAM, Università Americana.
- UPOLI, Università Politecnica del Nicaragua.
- UNICIT, Università Iberoamericana di Scienza e Tecnologia.
- UHISPAM, Università Ispanica Americana.
- UTM, Università Thomas More.
- UNIVALLE, Università della Valle.
- UCN, Università centrale del Nicaragua.
- UDO, Università di Occidente.
- UdeM, Università di Managua.
- UCC, Università di Scienze Commerciale.
- UNIJJAR, Università Jean-Jacques Rousseau.
- UNIDES, Università Internazionale per lo Sviluppo Sostenibile.
- ULAM, Università delle Americhe.
- UPONIC, Università Popolare del Nicaragua.
- UENIC, Università Evangelica Nicaraguensi M.L.K. jr.
- UCEM, Università Centroamericana di Scienze Emprenditorial.
- UCYT, Università Nicaraguensi di Scienza e Tecnologia.

## Monumenti e luoghi d'interesse
Architetture religiose
- Cattedrale metropolitana di Giacomo apostolo di Managua
- Cattedrale metropolitana della Immacolata Concezione

Architettura civile
- Palazzo della cultura
- Teatro nazionale Rubén Darío
- Stadio nazionale Dennis Martínez

Piazze e parchi
- Piazza della Rivoluzione
- Piazza della fede Giovanni Paolo II
- Parco Luis Alfonso Velásquez Flores
- Parco Rubén Darío
- Collinetta de Tiscapa

Monumenti
- Tribuna monumentale
- Impronte di Acahualinca

## Relazioni internazionali
| - Brasilia (Brasile) - Buenos Aires (Argentina) - Caracas (Venezuela) - Città del Guatemala (Guatemala) - Città del Messico (Messico) - Città di Panama (Panama) - L'Avana (Cuba) - Lima (Perù) - Madrid (Spagna) | - Quito (Ecuador) - San José (Costa Rica) - San Salvador (El Salvador) - Santiago (Cile) - Santo Domingo (Repubblica Dominicana) - Taipei (Repubblica di Cina) - Tegucigalpa (Honduras) - Washington D.C. (Stati Uniti d'America) |
| | |
| - L'Hospitalet de Llobregat (Spagna) - Los Angeles (Stati Uniti d'America) - Montréal (Canada) | - Rio de Janeiro (Brasile) - Trujillo (Perù) - Xalapa-Enríquez (Messico) |

| Predecessore: Lisbona | Capitale iberoamericana della cultura 1995 | Successore: Montevideo |
| Predecessore: Bogotà  | Capitale iberoamericana della cultura 2008 | Successore: La Paz     |

## Media
Managua è la sede della maggior parte dei canali televisivi e dei principali giornali nazionali. Alcuni dei canali televisivi più grandi sono: Canal 2, Telenica, Canal 10, Canal 15 (100% Noticias), Nicavisión e molti altri. I tre giornali nazionali sono El Nuevo Diario, La Prensa e HOY, che hanno uffici con sede a Managua insieme ad altri giornali più piccoli. Ci sono numerose stazioni radio a Managua, alcune delle quali tendono ad avere affiliazioni politiche, sociali o religiose.